# Adrien Leroy
Adrien Leroy (né le 2 janvier 1981) est un poète et joueur d'échecs français qui détient le titre de Maître de la Fédération internationale des échecs (depuis 1992).

## Biographie
En 1990, à Fond du Lac, Etats-Unis (Wisconsin), Adrien Leroy a remporté la médaille de bronze au Championnat du monde d'échecs des jeunes de moins de 10 ans.
En 1991, à Mamaia, Adrien Leroy a remporté le premier championnat européen d'échecs pour les jeunes de moins de 10 ans. La même année, à Varsovie, il a également remporté le Championnat du monde d'échecs des jeunes de moins de 10 ans. Adrien Leroy a reçu le titre de Maître FIDE pour ce succès. Il a également remporté le championnat de France d'échecs dans la catégorie d'âge des moins de douze ans en 1990 et la médaille de bronze au championnat de France junior (moins de vingt ans) en 1994.
En 1996, Adrien Leroy a quitté la carrière d'échecs et se consacre depuis à la poésie, et est l'auteur de plusieurs livres.

## Travaux
- Cendre de nuit (éd. Librairie-Galerie Racine, 2000, 61p). (ISBN 978-2-243-03935-1)
- Trame de flèches noires (éd. Librairie-Galerie Racine, 2003).
- Là où je prends feu (Jacques André éditeur, 2011). (ISBN 978-2-7570-0166-0)
- Cicatrices dans les souvenirs de l'aube (Harmattan, 2018, 120p). (ISBN 978-2-14-005791-5)